# Olanzapin
Olanzapin (handelsnavn Zyprexa) er et antipsykotikisk lægemiddel, der markedsføres af det multinationale medicinalfirma Eli Lilly.
Olanzapin anvendes til behandling af skizofreni; en psykisk lidelse med symptomer såsom hallucinationer, vrangforestillinger, paranoia og indesluttethed. Mennesker med denne lidelse kan også føle sig deprimerede, angste og anspændte.
Olanzapin bruges desuden til at behandle mani, hvor man føler sig "høj", at man har usædvanlig meget energi og har behov for mindre søvn end normalt, at man taler meget hurtigt, hele tiden får nye idéer, og at man sommetider kan blive meget irriteret.
Lægemidlet er også en stemningsstabilisator, som forebygger yderligere optræden af de invaliderende ekstatiske og depressive stemningsekstremer, som er forbundet med denne tilstand.

## Eksterne links
- Beskrivelse af Zyprexa på medicin.dk
- Kritisk artikel på hjemmesiden Outsideren.dk

- Wikimedia Commons har flere filer relateret til Olanzapin